# Ерарії
Ерарії (Aerarii) — нижча категорія (клас) римських громадян, які не входили до 30 триб, заснованих Сервієм Туллієм.

## Права та статус
Усі згадки про них відносяться тільки до права цензорів знижувати громадянина в статусі за погане поводження шляхом виключення його з триби і переведення в ерарії. Плебея можна було знизити в статусі, перевівши його в tabulae Caeritum (церетанські списки) і перетворивши на ерарія. Проте не тільки плебей, а й сенатор, вершник, патрицій теж могли стати ераріями, тоді як для плебея не було іншого покарання, окрім перетворення на ерарія.
Переведення чийогось імені в списки Caeritum рівнозначний перетворенню його в ерарія. Ерарій більш не належав до центурії, що він повинен був платити трибут в іншому порядку, ніж інші громадяни.
Разом з тим існували певні заняття, особливо роздрібна торгівля (caupones), які вважалися принизливими і здійснювалися зазвичай ізополітамі, що проживали в Римі, чисельність цього класу осіб могла бути вельми велика. Ймовірно, ці люди також належали до ераріїв — не через свого роду занять, але через те що були громадянами, що не мали права голосу.
Caeritum складали вихідну сукупність ераріїв. Будь-який римський громадянин, винний у караному цензорами проступку, міг бути знижений до статусу ерарія, так що його громадянські права припинялися, принаймні, на той час, поки він залишався ерарієм.
Особи, оголошені infames (зганьбленими) теж ставали ераріями, бо втрачали jus honorum (право обіймати почесні посади) і suffragium (право голосу). Їм не дозволялося служити в легіонах, проте вони користувалися захистом держави. Разом з тим могли обкладатися неконтрольованим оподаткування, на розгляд цензорів.